# Ni de Eva ni de Adán
Ni d'Ève ni d'Adam (Ni de Eva ni de Adán) es la decimosexta novela de la escritora belga francófona Amélie Nothomb, publicada el 20 de agosto de 2007 por la Editorial Albin Michel.

## Sinopsis
Ni d’Ève ni d’Adam narra el romance que la autora tuvo en Tokio con un joven japonés de buena familia a quien le impartía clases particulares de francés cuando ella tenía 21 años. 

## Premios
- Ni d’Ève ni d’Adam nominada al Prix Goncourt 2007 y al Prix Renaudot 2007.
- Ni d’Ève ni d’Adam ganadora del Prix de Flore 2007

- Datos: Q1996380